# Erioptera (Erioptera) perexquisita
Erioptera (Erioptera) perexquisita is een tweevleugelige uit de familie steltmuggen (Limoniidae). De soort komt voor in het Australaziatisch gebied.